# Акоб Аги хачкар
Акоб Аги хачкар је хачкар који се налази североисточно од села Хајраванк дуж југозападне обале језера Севан у провинцији Гегаркуник у Јерменији. Лежи испред западног зида комплекса манастира Хајраванк, на постаменту; горњи леви угао је сломљен. Уврштен је у државну листу непокретних споменика историје и културе Јерменије (5.59/1.1.3.5) ։ Хачкар је креирао Акоб, јерменски вајар из 16. века, произвођач хачкара и надгробних споменика.

## Локација
Хачкар је подигнут у североисточном делу села Хајраванк, испред западног зида манастирског комплекса Хајраванк, на постаменту, горњи леви угао је сломљен.

## Епископски запис
На фасади и поред олтара сачувана су два реда литских натписа.
1. ... ՁԵՌԱՄԲ ԱԿՈԲ ԱԲԵՂԻՆ
2. Име: (1541)

Према запису,  хачкар је саградио Акоб Казмог 1541. године.

## Скулптуре
Хачкар је богат скулптурама; могуће је да се у централном делу доње сфере налазила скулптура Адамове главе, која је карактеристична за стил мајстора гегаркуника хачкара.
| # | Слика | Име                                                   | Додатне информације |
| - | ----- | ----------------------------------------------------- | --- |
| 1 |       | Исус окружен хороскопским знацима четири јеванђелиста | У средини крстастог каменог венца је резбарија Исус Христа, који стоји између два вертикална стуба. На бочним странама Христових стопала су резбарије Четири јеванђелиста, које су постављене у пару на спољној страни стубова. Симболи су представљени сажето, сваки са једном ногом и људском руком - Матеј се поистовећује са човеком јер његово Јеванђеље почиње причом о Христовом човечанству - Марко је представљен симболом лава, јер на почетку свог Јеванђеља он смело као лав изјављује да је Исус Син Божији. - Лука се поистовећује са волом, који је симбол жртве, јер његово Јеванђеље почиње Захаријиним описом богослужења припреме жртве у храму. Ова прича је, пак, виђена као припрема за Христову жртву. - Јован је представљен симболом орла јер се он уздиже на почетку свог Јеванђеља објављујући Христово божанство. |
| 2 |       | Две фигуре које се моле                               | Извајана на полуцилиндру са лучним избочењем уписаним у правоугаони олтар (који се састоји од две слике змија које су омотане једна око друге), по једна људска фигура лежи десно и лево са раширеним рукама у молитвеном положају, гледајући у правцу једне друге. Онај лево је ћелав, брадат и шиљастог врха, онај десно је гологлав, бујне косе и браде. Верује се да су апостоли Павле и Петар били извајани։ |
| 3 |       | Фигуре са две људске главе и телом птице              | На тролисним крајевима хоризонталних крила крста висе скулптуре спомен обележја са трокраком шиљатом круном. На предњем делу имају две шапе, а задњи део је затворен птичјим крилима. Гледају у супротном смеру։ |
| 4 |       | Једноглава, двотелесна митска фигура                  | Уклесан је у доњем левом делу ивица хачкара. Има два четвороножна тела, спојена једном људском главом. Животиње су крилате, а репови им се дижу као змајеви. Антропоморфна глава носи шиљасту круну сличну круни сувенира и има рачвасту браду։ |
| 5 |       | Једноглава, двотелесна митска фигура                  | Уклесан је у доњем десном делу ивица хачкара. Има два четвороножна тела, спојена једном људском главом. Животиње су крилате, а репови им се дижу као змајеви. Антропоморфна глава носи шиљасту круну сличну круни сувенира и има рачвасту браду։ |